# Schiffsmesser

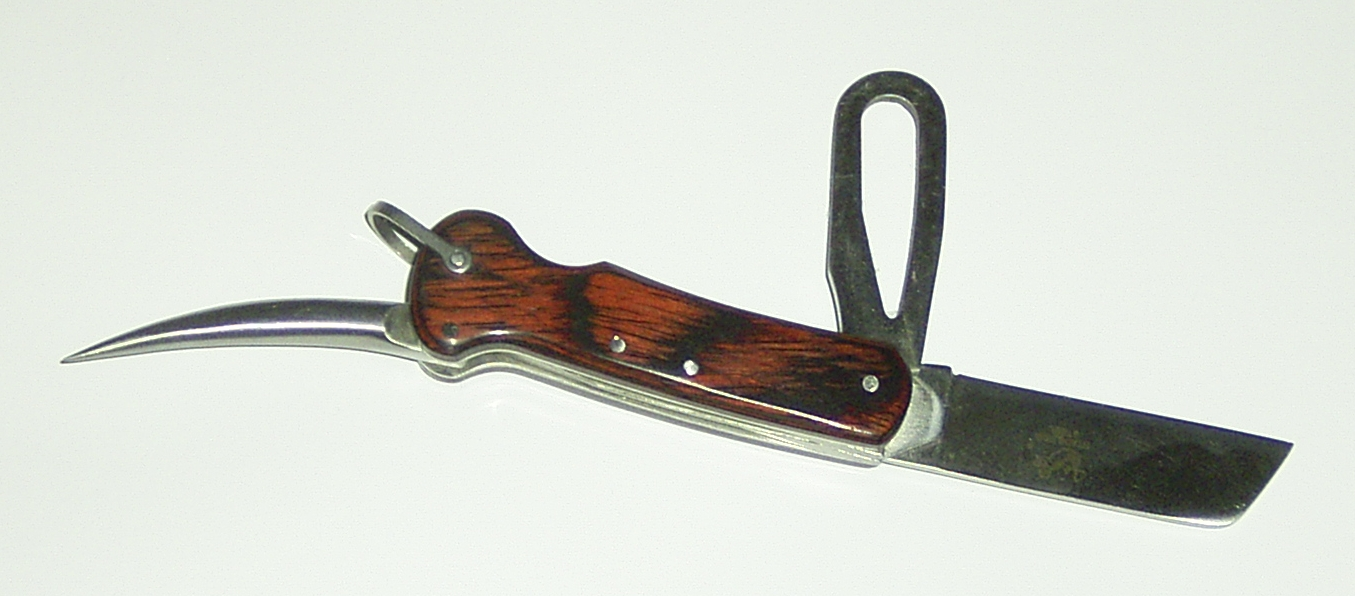
Seglermesser (Takelmesser) mit Marlspieker und Schäkelöffner

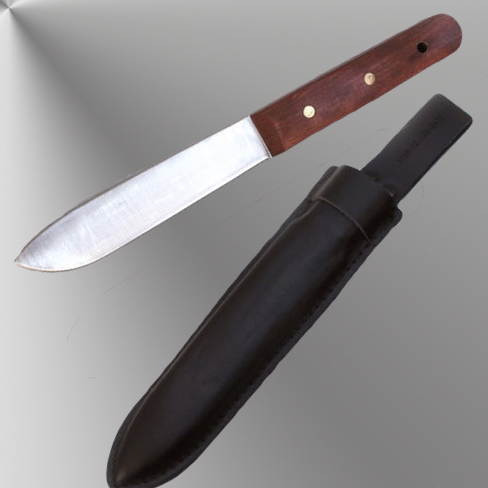
Takelmesser/Bord-/Matrosenmesser mit feststehender Klinge und Köcherscheide

Schiffs- oder Matrosenmesser sind Messer für Arbeiten an  Bord eines Schiffes, oft ausgestattet mit einer starken Sägeklinge zum Zerschneiden von Tauwerk und Segeltuch. Zu diesem Zweck sind die Klingen häufig als Schaffuß-Klinge geformt, um das Schneiden von Stoff auf einer Holzunterlage, ähnlich wie bei einem Cuttermesser, zu ermöglichen. Traditionell war der Griff aus Kork oder Holz, heute besteht er mitunter aus Kunststoff mit Hohlraum. Der Sinn dabei ist, das Untergehen des Messers im Wasser zu vermeiden. Die Scheide, meist aus Leder, ist wie ein Köcher geformt, um die einhändige Nutzung des Messers bei gleichzeitigem Festhalten in starkem Seegang oder in der Takelage zu ermöglichen. Ein Handschutz zwischen Griff und Klinge fehlt absichtlich. So konnte verhindert werden, dass die Messer an Bord von Matrosen als Waffe benutzt wurden, da beim Zustoßen auch die Hand am Messer verletzt wird. 
In den Nachkriegsjahren wurden Matrosenmesser auch bei der Pfadfinderbewegung beliebt und finden teilweise heute noch als Fahrtenmesser Verwendung.
Eine Variante sind Segler-Messer, meist als Klappmesser ausgeführt, zur Unterhaltung der Takelage von Sport- und Freizeitbooten. Auch die Schiffsbesatzungen der Deutschen Bundesmarine sind damit ausgerüstet. Diese Messer sind dann mit Werkzeugen wie Schäkelöffner und feststellbarem Marlspieker (Stahldorn) zum Öffnen von Knoten oder dem Spleißen notwendiger Tauverbindungen ausgestattet. Sie sind i. d. R. nicht schwimmfähig und mit Griffschalen aus Hartkunststoff, Holz oder Aluminium versehen. Ein Ring am Messergehäuse ermöglicht die Befestigung einer Sorgleine, die vor Verlust schützt.